# Michal Hanek
Michal Hanek (Trencsén, 1980. szeptember 18.) labdarúgó, hátvéd.

## Pályafutása

### Klub
Hanek, az MFK Dubnicában kezdte meg pályafutását, majd az orosz Dinamo Moszkvához igazolt. Később játszott a Sparta Prahaban, aztán visszatért Szlovákiába: előbb az Slovan Bratislavánál, majd a Tatran Prešov csapatánál szerepelt. Eztán ismét légióskodásra adta a fejét, szerepelt a Polonia Bytomnál és a Zagłębie Lubinnál is. Legutóbb az osztrák Kepfenberger SV-ben futballozott. 2012 nyarán Diósgyőrbe igazolt.

### Válogatottság
Tizennégy ízben lépett pályára, Szlovákia nemzeti színeiben.